# Isle-aux-Allumettes
| Isle-aux-Allumettes, Quebec |                   |
|                             |                   |
| Província                   | Quebec            |
| Prefeito                    | Winston Sunstrum  |
|                             |                   |
| Área                        |                   |
| - Cidade                    | 190,19 km²        |
| População (2001)            |                   |
| - Cidade                    | 1 400 hab. (2006) |

Isle-aux-Allumettes é um município na província de Quebec, Canadá, situada na Regionalidade Municipal do Condado de Pontiac em Outaouais.
O município atual surgiu em 30 de dezembro de 1998 do regrupamento do município de Chapeau bem como dos municípios dos cantões de Isle-aux-Allumettes e de Isle-aux-Allumettes-Partie-Est ·  ·  · .

## Descrição
Com uma superfície de 264 km² (22 km x 12 km de largura), a ilha Allumettes é a maior ilha do Rio Ottawa. O município compreende toda a ilha Allumettes na qual se encontra também Chapeau,  os hamlets de St-Joseph, Desjardinsville e Demers Centre, bem como a Ilha Morrison (45° 48′ 47″ N, 77° 02′ 36″ O).

## História
Os Algonquinos ocupam a ilha com o objetivo de manter o controle sobre o Rio Ottawa. Por isso, Samuel de Champlain lhe dá em 1613, quando de sua viagem pela região, o nome de Ilha dos Algonquinos. Em seguida, o topônimo Allumette viria do fato que um explorador perdera sua caixa de fósforos (em francês: allumettes) nos recifes situados a sudeste.
Em suas memórias escritas durante a segunda metade do século XVII, Nicolas Perrot cita "Ilha de Borgne também dita Ilha Allumettes". O nome Borgne teria sido atribuído em razão de doença de um chefe Ameríndio da região, Tessouat.
Em 1650, esta população autóctone encontrava-se quase totalmente exterminada pelos Iroqueses.
Apenas em 1818 inicia-se o povoamento dos europeus, que trabalhavam principalmente no corte da madeira ou a serviço da Companhia da Baía de Hudson que explora um  posto de trocas situado a norte, em Fort-William.
Utilizando o rio como via de trasporte privilegiada, grande parte das famílias construíam suas casas ao sul da ilha onde uma igreja foi erigida em 1840. Um incêndio varre a quase totalidade das construções em 1853 e em seguida a população se fixa no lugar da atual cidade de Chapeau ao invés de partir para o oeste.